# Dombeya xiphosepala
Dombeya xiphosepala är en malvaväxtart som beskrevs av John Gilbert Baker. Dombeya xiphosepala ingår i släktet Dombeya och familjen malvaväxter. Inga underarter finns listade i Catalogue of Life.